# 让-约瑟夫 (德索勒侯爵)
让·约瑟夫·保罗·奥古斯丁，德索勒侯爵（法語：Jean Joseph Paul Augustin, Marquis Dessolles，1767年7月3日—1828年11月3日），法國政治家。他曾从1818年12月29日至1819年11月18日担任法国首相。
| 前任： 黎塞留公爵 | 法國首相 1818年-1819年 | 繼任： 德卡兹伯爵 |